# Pegomya argyrocephala
Pegomya argyrocephala este o specie de muște din genul Pegomya, familia Anthomyiidae. A fost descrisă pentru prima dată de Johann Wilhelm Meigen în anul 1826. Conform Catalogue of Life specia Pegomya argyrocephala nu are subspecii cunoscute.